# Franz Marty

Franz Marty (1988)

Franz Marty (* 1947 in Schwyz) ist ein Schweizer Politiker (CVP), der 1984 bis 2002 Finanzdirektor im Schwyzer Regierungsrat tätig war.

## Leben
Seit seinem Rückzug aus der Politik bekleidet er mehrere Mandate in Kommissionen und Verwaltungsräten, etwa war er Verwaltungsratspräsident von Raiffeisen Schweiz. Er ist Senatsmitglied der Universität Freiburg und war Präsident der Verfassungskommission des Kantons Schwyz. Er war Stiftungsratspräsident der Schweizer Berghilfe und war Mitglied des Bankrats der Schweizerischen Nationalbank.
2018 wurde er mit dem Föderalismuspreis der «ch Stiftung für eidgenössische Zusammenarbeit» für sein Engagement rund um den schweizerischen Finanzausgleich ausgezeichnet.